# Albertoyos
Alberto de Hoyos Masó, que firma como Albertoyos, (Madrid, 7 de abril de 1969) es un artista español dedicado a la ilustración de literatura infantil y juvenil, prensa, historieta, publicidad y libros de texto, a la pintura digital y a la creación de contenido.

## Biografía
Alberto de Hoyos comenzó como historietista aficionado a mediados de los años 80, publicando en tebeos independientes y alternativos durante los años noventa, en los fanzines TMEO, Pota G y Paté de Marrano, y participando en diversos certámenes locales de cómic, donde obtuvo varios premios. Desde 1986 a 1992 fue creador y locutor, junto con Javier Herráiz (Raíz) del programa de radio Los Artistas de la Viñeta (Radio Las Águilas, Madrid) con la historieta como protagonista.
Tras licenciarse en Bellas Artes por la Universidad Complutense, en 1992, comienza su carrera como artista e ilustrador profesional.
Su estilo versátil le permite trabajar para todas las edades y en campos muy diversos, como prensa, publicidad, literatura infantil y juvenil, pintura digital y libros de texto.
En prensa, colabora como ilustrador y portadista para ABC, Blanco y Negro, Nuevo Trabajo, Guía de Madrid...
En literatura infantil y juvenil y en pintura digital es donde desarrolla su obra más interesante; a partir de una técnica mixta, mezclando, a través del ordenador, lápiz, pintura, grabado, acuarela y collage, ha ido evolucionado a una técnica totalmente digital en la que descarta la imitación de las herramientas tradicionales y reduce los recursos expresivos a los efectos y las texturas digitales más artificiales.
Ilustra y diseña libros, portadas y colecciones para las editoriales Edelvives, Pearson, Alhambra, Almuzara, Bayard, Editorial San Pablo, Aralia XXI y Oxford University Press. La primavera Ester (editorial Pearson Alhambra), fue Mención de Honor en el X Premio CCEI 2005.
También ha escrito y publicado sus propios cuentos.
Guionista y dibujante de cómic, publica esporádicamente en revistas, fanzines y webcómic.
Como ilustrador de libros de texto, su trabajo está presente en multitud de editoriales españolas (Edelvives, Santillana, Anaya, Bruño, ESC, Almadraba, La Galera, Pearson Educación España, Richmond, Oxford University Press España, Kumon...) e internacionales (Macmillan, Oxford University Press, Pearson Education, Disney, American Greetings...), y abarca todos los cursos, desde educación infantil a bachillerato.
Como youtuber crea contenido audiovisual en su canal e interpreta monólogos stand up y charlas con el arte y la ilustración como eje argumental.
Desde 2018 compagina su labor profesional con la docencia, impartiendo masters y cursos superiores de ilustración, pintura digital y talleres de cómic.

## Obra
Como historietista
- 1990 Puta Vestruz (en TMEO).[1]
- 1992 Jopé (en Conciencia Planetaria, Editorial Heptada).
- 1993 Antón Gris, Ya  Ves Truz (en Paté de Marrano).[2]
- 1994 La familia Lavaplatos, inmigrantes ingratos, (en Vecinos, revista de la Fravm).
- 2018 Gil & Pollos, Ya Ves Truz  (Webcómic).
- 2019 Antón Gris (en La Resistencia , Dibbuks Ediciones).[2]
- 2020 Antón Gris (en La Residencia de Historietistas, Nuevo Nueve).[2][3]
- 2022 Ya Ves Truz (en Zasca! cómic).[4]

Como ilustrador
- 1996 Baldomero el pistolero y los indios gordinflones. Juan Muñoz Martín. (Ala Delta, Edelvives)[5]
- 1998 ¡Ahí va una estrella! Albertoyos (Textos e ilustraciones). (Edelvives)
- 2002 El coco. Luisa Villar. (Editorial Pearson Alhambra)[5]
- 2004 La elefanta Marta. Luisa Villar. (Editorial Pearson Alhambra)[5]
- 2004 La primavera Ester. Luisa Villar. (Editorial Pearson Alhambra)[5]
- 2004 Clotilde, la fábrica de chocolate. Luisa Villar. (Editorial Pearson Alhambra)[5]
- 2005 La luna Viky. Luisa Villar. (Editorial Pearson Alhambra)[5]
- 2005 Un regalo para Kiko. Luisa Villar. (Editorial Pearson Alhambra)[5]
- 2005 Yuri, el pincel. Luisa Villar. (Editorial Pearson Alhambra)[5]
- 2005 La isla del tesoro. Stevenson. (Editorial Aralia XXI)
- 2006 Gork y Bemba, polizones. Josep Lorman. (Editorial Pearson Alhambra)[5]
- 2010 El planeta Piruleta. Juan Carlos Chandro. (Editorial Bayard)
- 2011 Dan y el cometiempo. Paloma Sánchez. (La Brújula, Editorial San Pablo)[5]
- 2018 El laberinto de las nueve llaves. José Antonio Francés. (Editorial BABIDI-BÚ)[6]
- 2018 El extraño caso del castillo Billinghurst. David Fernández Sifres. (Editorial Edelvives)[5][7]
- 2018 Las inauditas apariciones de la isla de Nolan. David Fernández Sifres. (Editorial Edelvives)
- 2019 Los espectrales sucesos de la mansión Farrel. David Fernández Sifres. (Editorial Edelvives)
- 2024 Mi primer Peter Pan. James Matthew Barrie (Adaptación: Isabel Carril) (Editorial Almuzara)

## Exposiciones
- 2021 Zarrapastrian Style: Pintura digital de Albertoyos. Sala de exposiciones de ESDIP, Madrid.[8]
- 2023 Madrid, juntxs somos más fuertes.[9] Exposición colectiva APIM. Sala de exposiciones Maruja Mallo, Madrid [10]